# Jean-Baptiste de Bruny
Jean-Baptiste de Bruny, seigneur de La Tour-d'Aigues, de Saint-Cannat, de Lourmarin et de Châteaubrun, est un négociant, armateur et banquier marseillais né le 6 janvier 1665 à Marseille et mort le 25 février 1723 à La Tour-d'Aigues.

## Biographie
Son père, Pierre Bruni, est un marchand établi à Marseille ; sa mère, Marguerite Michel, est la fille d'un bourgeois de Berre-l'Étang. Il s'associe dans le négoce à Marseille avec son frère Raymond, avant de succéder à leur père. Leurs affaires familiales se font notamment avec le Levant, Cadix, Amsterdam, Londres, Hambourg et la mer du Sud. Il fonde également des fabriques de savon.
Le 18 septembre 1689, à Marseille, il se marie avec Isabeau Castagnier. Ils seront notamment les grands-parents de Jean-Baptiste Jérome Bruny de La Tour d'Aigues, de Louis-Jérôme de Suffren et du Bailli de Suffren.
Il devint conseiller de commerce en 1695 et second échevin de Marseille en 1696 (le premier échevin étant alors Antoine Coulomb).
Pendant la guerre de Succession d'Espagne, il s'associe avec le financier parisien Antoine Crozat en 1711 dans une importante entreprise corsaire à destination de l'océan Indien,,. Le roi appuie la démarche en prêtant plusieurs bâtiments de la Marine. Les frères Bruny apportent 82 intéressés et 315 000 livres tournois, auxquels s'ajoutent les 265 000 livres de Crozat. La campagne débute avec un succès, la prise du vaisseau anglais Sherburn (1712), dont la cargaison rapporte plus de 2 millions de livres. Cependant, dès l'année suivante, deux des trois vaisseaux corsaires disparaissent dans une tempête au large du Cap. 
Il acquiert une charge de conseiller-secrétaire du roi.
Sa nouvelle fortune lui permet notamment de racheter au maréchal de Villeroy la baronnie de La Tour-d'Aigues pour 900 000 livres en 1719. Il achète également la seigneurie de Chateaubrun, près de Berre, dans la principauté de Martigues.

### Sources
- Philippe Hrodej, Gilbert Buti, Dictionnaire des corsaires et des pirates, CNRS
- Les Bouches-du-Rhône: encyclopédie départementale, Volume 2 ;Volume 4, Archives départementales des Bouches-du-Rhône, 1937
- Pierre Guiral, Les Marseillais dans l'histoire, Privat, 1988
- Olivier le Gouic, Lyon et la mer au XVIIIe siècle: Connexions atlantiques et commerce colonial, Presses universitaires de Rennes, 2019